# La Salute è in voi
La Salute è in voi! est un manuel de fabrication de bombes datant du début des années 1900 et associé aux Galleanisti (en), disciples de l'anarchiste Luigi Galleani, en particulier aux États-Unis. Le titre se traduisant en français : La santé est en vous ! ou Le salut est en vous !, ses auteurs anonymes invitent les travailleurs appauvris à surmonter leur désespoir et à s'engager dans des actes révolutionnaires individuels. Le manuel en italien propose des instructions simples pour donner à des amateurs non techniciens les moyens de fabriquer des explosifs. Bien que ce contenu technique soit déjà disponible dans les encyclopédies, les livres de chimie appliquée et les sources industrielles, La Salute è in voi! l'intègre dans un manifeste politique. Son contenu comprend un glossaire, une formation à la chimie de base et des procédures de sécurité. Ses auteurs sont probablement Luigi Galleani et son ami Ettore Molinari (en), chimiste et anarchiste.
Le manuel est annoncé pour la première fois dans Cronaca Sovversiva de Galleani, un journal anarchiste lu par ses partisans américains, en 1906. La police et les historiens américains utiliseront le manuel pour dresser le profil des anarchistes et suggérer la culpabilité par possession. Dix ans après sa parution, La Salute è in voi! joue un rôle important dans l'accusation de l'attentat manqué du cercle Bresci contre la cathédrale Saint-Patrick de New York en 1915, l'affaire ayant tourné autour du droit de lecture des anarchistes. En fin de compte, l'idée que des amateurs puissent apprendre à fabriquer des bombes à partir d'instructions simples n'est pas réaliste, car les auteurs des attentats politiques réussis de cette époque ont une formation professionnelle dans le domaine des explosifs.

## Contenu
Ce manuel pratique est un manifeste anarchiste qui encourage les travailleurs à renoncer à leur angoisse, qui ne fait qu'aggraver leur appauvrissement, et à s'engager plutôt dans des actes révolutionnaires, appelant à la vengeance contre les oppresseurs et à la « rédemption » par une « révolte audacieuse ». La Salute è in voi! reconnaît que les travailleurs ne peuvent pas fomenter cette révolution sans les moyens techniques et fournit donc aux lecteurs des instructions simples pour la production d'explosifs, notamment dans les chapitres suivants : « Matières explosives, Nitroglycérine, Capsule et pétard, Dynamite, Fulminate de mercure et Préparation des mèches ».
Il s'ouvre sur un appel au gain collectif par l'action individuelle, en prenant l'exemple d'une ville italienne où les ouvriers du riz se sont mis en grève pour réclamer leurs salaires en 1890. Au cours de leur marche vers l'hôtel de ville, l'un d'eux a frappé un garde avec une pierre et la police a tiré sur la foule, tuant trois travailleurs et en blessant d'autres, mais finalement les travailleurs ont obtenu leur augmentation grâce aux martyrs. En tant que manuel d'instruction, le livre contient des conseils tels que le test préalable des explosifs à la campagne, l'achat de produits chimiques purs auprès de pharmaciens ou de revendeurs, l'achat auprès de plusieurs vendeurs pour éviter les soupçons, et les excuses à utiliser si un vendeur devient suspicieux.
Le manuel présente des informations en termes pratiques pour les non-initiés, comme un manuel de référence pour les ménages ou un almanach pour les agriculteurs. Il comprend une formation à la chimie, comme le tableau de correspondance des degrés Baumé pour mesurer la densité des liquides et déterminer la puissance des composés, mais il fournit également des utilisations domestiques potentielles pour les produits chimiques mentionnés. Il comprend également des procédures de sécurité (par exemple, si un lecteur buvait de l'acide nitrique) et un glossaire de termes et de définitions. Le niveau de détail technique distingue le manuel des autres manifestes anarchistes.

## Publication
À l'instar de Revolutionäre Kriegswissenschaft (Science de la guerre révolutionnaire) de Johann Most, La Salute è in voi! est rédigée pour rendre la technologie militaire accessible aux lecteurs non spécialistes de la chimie et de l'ingénierie, tels que les ouvriers du textile et les écrivains anarchistes de l'est des États-Unis, inspirés par d'autres attentats à la bombe mais n'ayant pas accès à de la dynamite dans le cadre de leur travail ou n'ayant pas d'expérience pratique dans la fabrication de bombes. Composé en italien élémentaire, La Salute è in voi! utilise des termes italiens et des prix en lires italiennes. Bien que le niveau de détail scientifique concernant les techniques de manipulation des produits chimiques ait élevé le manuel au-dessus du simple manifeste anarchiste, aucun de ses contenus n'est nouveau : ses informations simples sont disponibles dans des encyclopédies, des livres de chimie appliquée et des sources industrielles, telles que le manuel standard sur les explosifs de Martin Eissler datant de 1897. La Salute è in voi! ne contient pas de formules complexes ni d'instructions sur les détonateurs à retardement.
La Salute è in voi! est rédigé de manière anonyme, ses auteurs se désignant eux-mêmes comme « les compilateurs » et faisant preuve d'une connaissance pratique de la chimie de base. Cette importance accordée à la science est probablement due à Ettore Molinari, chimiste et anarchiste qui aurait rédigé une première version du manuel, voire l'intégralité du livre,. Les historiens n'ont pas réussi à retrouver la Guerra all'oppressore (guerre contre les oppresseurs) de Molinari, un ancien manuel de fabrication de bombes qui circule parmi les anarchistes européens. À Paris, Molinari s'est lié d'amitié avec l'anarchiste italien Luigi Galleani, dont le journal anarchiste américain de langue italienne, Cronaca Sovversiva (Chronique de la subversion), allait publier La Salute è in voi! aux États-Unis et présenter ces instructions techniques à ses disciples, les Galleanisti,. Galleani a probablement rédigé lui-même la note de lecture et le poème d'introduction. Cronaca Sovversiva annonce pour la première fois La Salute è in voi! sur sa dernière page en 1906, parmi d'autres publications imprimées par le journal[10][8]. Il s'agit de la brochure la plus chère du journal : 25 ¢ (équivalent à 8 $ en 2023). La Salute è in voi! apparaît plus clairement dans les éditions ultérieures du journal en tant que « brochure indispensable pour les camarades qui aiment s'instruire par eux-mêmes ».
Ce manuel de 48 pages est grand et rectangle, relié en rouge. Son titre, qui se traduit par « La santé est en vous » ou « Le salut est en vous », pourrait être une référence ironique à l'ouvrage de l'anarchiste chrétien Léon Tolstoï, Le royaume de Dieu est en vous (en), qui partage son titre italien avec le manuel de fabrication de bombes. Contrairement aux Galleanisti, Tolstoï privilégie la résistance passive et considère la violence comme incompatible avec la morale chrétienne.
L'illustration de la couverture du manuel est une gravure sur bois de 1893 de l'artiste français Charles Maurin représentant l'anarchiste français Ravachol devant une guillotine, des cultures en pleine croissance et une nouvelle aube symbolique.
L'impression contient une erreur typographique dans laquelle un « i », affiché comme « 1 », aurait gravement sous-estimé la proportion d'acide sulfurique dans la formule de la nitroglycérine. Cronaca Sovversiva publie plus tard une correction. Bien que certains historiens aient supposé que cette erreur était à l'origine d'explosions erronées, il est réaliste de penser que la formule incorrecte aurait produit un désordre d'acides plutôt que de la nitroglycérine, beaucoup plus volatile.

## Utilisation
La police utilise le manuel pour établir le profil des assaillants anarchistes, et les historiens utilisent le manuel comme preuve de la responsabilité des Galleanisti dans les crimes. La Salute è in voi! reste discrèt pendant les neuf années qui précèdent la tentative d'attentat à la bombe du  cercle Bresci contre la cathédrale Saint-Patrick de New York, en 1915. Bien que le manuel n'ait jamais été mentionné nommément, il joue un rôle important dans l'accusation des membres du cercle Bresci. L'accusation l'utilise pour vilipender les accusés malgré l'absence de preuve de son lien avec le crime. Pendant et avant la mise en accusation, l'un des anarchistes attribue au manuel le mérite de l'avoir fait dérailler, mais les composants de la bombe ratée des accusés ne correspondaient pas à ceux décrits dans le manuel. La police insinue que la possession du manuel constitue une preuve de l'expertise technique des accusés et de leurs mauvaises intentions. La Salute è in voi! est le plus sensationnel des livres séditieux utilisés par l'accusation pour montrer les intentions des anarchistes. La défense juridique des anarchistes s'articule autour de leur droit à lire tout type de livre, y compris des manuels de fabrication de bombes. Ils sont finalement reconnus coupables. L'affaire ravive la crainte que des instructions pour la fabrication de bombes soient facilement accessibles et le sensationnalisme autour de l'anarchisme.

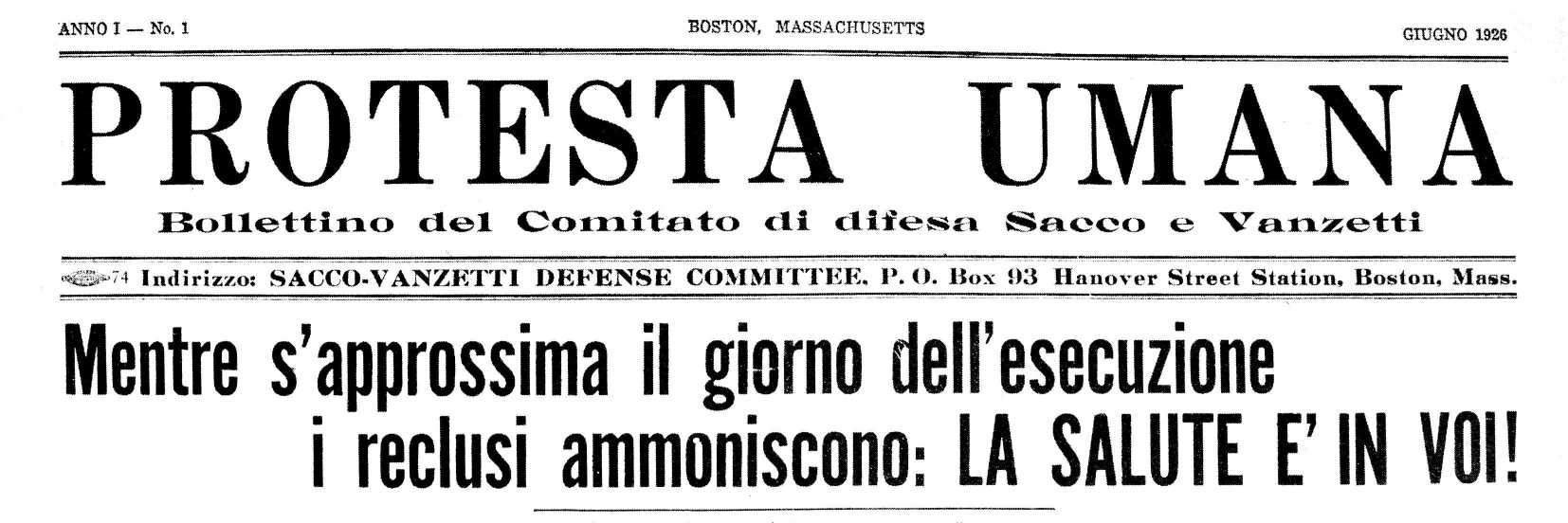
Le journal du comité de défense de Sacco-Vanzetti relaie un message de Sacco et Vanzetti : La Salute è in voi!.

Les auteurs du manuel pensent que les amateurs seraient capables de fabriquer des explosifs en suivant des instructions simples, mais en réalité, les responsables d'attentats politiques qui ont réussi à l'époque avaient une formation en matière d'explosifs dans leurs secteurs respectifs. Les travailleurs des secteurs de l'agriculture, de la construction et de l'exploitation minière disposent de leurs propres moyens pour apprendre à fabriquer des bombes ou à voler de la dynamite. Ann Larabee écrit que l'idée que des ouvriers sans formation puissent fabriquer des bombes chez eux était et reste irréalisable, et n'est rien de plus qu'un exercice intellectuel. Le livre contient des éléments destinés aux néophytes, tels que des procédures de sécurité et des utilisations domestiques de produits chimiques, qui peuvent servir de couverture et renforcer le caractère subversif du manuel. Rien ne prouve que les Galleanisti se soient appuyés surLa Salute è in voi! mais, s'ils l'avaient fait, le fait que leurs bombes n'aient touché qu'eux-mêmes et des passants, et jamais les cibles capitalistes et gouvernementales visées, indiquerait que le manuel n'offrait pas une préparation suffisante pour un attentat.
Après que Sacco et Vanzetti, anarchistes italo-américains et cause internationale célèbre, eurent été condamnés à mort en 1927, ils signent leur dernier communiqué écrit à l'intention de leurs partisans par La Salute è in voi!. Cette invocation représente le pouvoir par la menace de la violence. Bien qu'il n'y ait aucune preuve directe qu'ils aient possédé ou utilisé un exemplaire, d'autant plus qu'une bombe n'était pas impliquée dans leur affaire, les détectives et les historiens ont considéré l'existence du manuel parmi les galianistes comme la preuve d'une conspiration plus large. Par exemple, l'enquête de J. Edgar Hoover sur l'attentat à la bombe de Wall Street a impliqué une recherche acharnée d'un exemplaire du manuel. Robert D'Attilio, spécialiste de l'affaire Sacco et Vanzetti, décrit la brochure comme « le grand fait non mentionné » du procès, dont ni l'accusation ni la défense n'ont parlé, mais qui a néanmoins été ressenti dans la salle d'audience, qui avait été équipée avant le procès de portes en acier et de volets anti-bombe pour isoler l'aile en cas d'attaque à la bombe. D'Attilio soutient que les deux parties à l'affaire ont des raisons de ne pas mentionner la brochure : l'accusation, pour éviter l'apparence de collusion avec les enquêtes fédérales sur les galianistes, et la défense, pour éviter de s'aliéner le jury au milieu de la répression sociétale des radicaux étrangers.
Après Sacco et Vanzetti, La Salute è in voi!  disparaît de la scène publique, en partie à cause de son accessibilité limitée, du fait de la nécessité de parler italien, et de son intérêt limité pour l'actualité. En 1979, une présentation à la conférence Sacco et Vanzetti de la bibliothèque publique de Boston relance l'intérêt pour le livret.